# Володкино
Володкино — деревня в Пушкинском районе Московской области России, входит в состав городского поселения Ашукино. Население — 4 чел. (2010).

## География
Расположена на севере Московской области, в северной части Пушкинского района, у границы с Сергиево-Посадским районом, примерно в 22 км к северу от центра города Пушкино и 35 км от Московской кольцевой автодороги, в верховье реки Яхромы бассейна Дубны.
К деревне приписано три садоводческих товарищества.
В 11 км к востоку проходит линия Ярославского направления Московской железной дороги, в 14 км к востоку — Ярославское шоссе М8, в 6 км к югу — Московское малое кольцо А107. Ближайшие населённые пункты — деревни Герасимиха, Луговая и Мартьянково.
Связана автобусным сообщением с железнодорожной станцией Правда.

## Население
| 1859 | 1890 | 1899 | 1926 | 2002 | 2006 | 2010 |
| ---- | ---- | ---- | ---- | ---- | ---- | ---- |
| 40   | ↗49  | ↘25  | ↗93  | ↘0   | →0   | ↗4   |

## История
В «Списке населённых мест» 1862 года — владельческая деревня 1-го стана Дмитровского уезда Московской губернии по правую сторону Московско-Ярославского шоссе (из Ярославля в Москву), в 22 верстах от уездного города и 23 верстах от становой квартиры, при речке Яхроме, с 7 дворами и 40 жителями (21 мужчина, 19 женщин).
По данным на 1890 год — деревня Ильинской волости Дмитровского уезда с 49 жителями.
В 1913 году — 15 дворов, имение Арманд, земское училище со столярной мастерской.
По материалам Всесоюзной переписи населения 1926 года — деревня Герасимихинского сельсовета Софринской волости Сергиевского уезда Московской губернии в 13,9 км от Ярославского шоссе и 11,7 км от станции Софрино Северной железной дороги, проживало 93 жителя (39 мужчин, 54 женщины), насчитывалось 19 хозяйств, из которых 18 крестьянских.
С 1929 года — населённый пункт в составе Пушкинского района Московского округа Московской области. Постановлением ЦИК и СНК от 23 июля 1930 года округа как административно-территориальные единицы были ликвидированы.
Административная принадлежность
1929—1954 гг. — деревня Даниловского сельсовета Пушкинского района.
1954—1957, 1962—1963, 1965—1994 гг. — деревня Луговского сельсовета Пушкинского района.
1957—1960 гг. — деревня Луговского сельсовета Мытищинского района.
1960—1962 гг. — деревня Луговского сельсовета Калининградского района.
1963—1965 гг. — деревня Луговского сельсовета Мытищинского укрупнённого сельского района.
1994—2006 гг. — деревня Луговского сельского округа Пушкинского района.
С 2006 года — деревня городского поселения Ашукино Пушкинского муниципального района Московской области.